# Friedrich Ulrich Gross
Friedrich Ulrich Gross, auch Fedor Iwanowitsch Gross, russisch Фёдор Иванович Гросс (* 30. Januar 1729 in Stuttgart; † 4. Juli 1796 in Hamburg) war ein deutscher Diplomat in russischen Diensten.

## Leben
Gross stammte aus einer württembergischen Familie und besuchte die Universität Tübingen. Gefördert von seinem Onkel Heinrich Gottfried Gross, dem damaligen russischen Gesandten am preußischen Hof zu Berlin, trat er 1750 in den diplomatischen Dienst des Zarenreiches. Nach einer diplomatischen Ausbildung und Stationen als Gesandtschaftssekretär in Berlin, Dresden und Den Haag wurde er 1764 an die Botschaft am Hof von St. James in London versetzt und diente hier nach Ableben seines Onkels kurzzeitig als Geschäftsträger und Missionschef.
Unter Kaiserin Katharina II. wurde er am 29. Januar 1767 zum Ministerresidenten beim Niedersächsischen Reichskreis mit Sitz in Hamburg ernannt, ab 1779 im Rang eines außerordentlichen Gesandten und bevollmächtigten Ministers, zuzüglich akkreditiert bei der Freien und Hansestadt Hamburg. Er blieb in diesen Ämtern bis zu seinem Lebensende.